# Die neue S-Klasse
Die neue S-Klasse ist das zweite Studioalbum der Frankfurter Rapperin Sabrina Setlur. Es erschien am 24. März 1997 über die Labels Epic Records und Pelham Power Productions.

## Produktion
Alle Lieder des Albums wurden von Moses Pelham in Zusammenarbeit mit dem Musikproduzent Martin Haas produziert.

## Covergestaltung
Das Albumcover zeigt Sabrina Setlur, die den Betrachter wütend anblickt. Der Hintergrund ist in weißen Farbtönen gehalten und im unteren Teil des Bildes befinden sich die Schriftzüge Die neue S-Klasse sowie Sabrina Setlur in Schwarz bzw. Grau auf weißem Untergrund.

## Gastbeiträge
Auf vier bzw. fünf Liedern des Albums treten neben Sabrina Setlur andere Künstler in Erscheinung. So ist ihr Labelchef und Rapper Moses Pelham bei den Songs Teil II und Sanft zu hören. Der Titel Folge Dem Stern stellt eine Kollaboration mit den Rappern Illmatic und Bruda Sven dar. Außerdem ist der Sänger Xavier Naidoo auf dem Stück Glaubst du mir? sowie dem Bonussong Freisein (Introducing Xavier Naidoo) vertreten.

## Titelliste
| #      | Titel                                | Gastmusiker             | Länge |
| ------ | ------------------------------------ | ----------------------- | ----- |
| 1      | Sie lebt                             |                         | 0:44  |
| 2      | Teil II                              | Moses Pelham            | 4:16  |
| 3      | Du liebst mich nicht                 |                         | 5:38  |
| 4      | Rödelheim                            |                         | 4:37  |
| 5      | Glaubst du mir?                      | Xavier Naidoo           | 5:23  |
| 6      | Wie ein Spiegel                      |                         | 4:57  |
| 7      | Nur mir                              |                         | 4:03  |
| 8      | Das will ich sehen                   |                         | 4:45  |
| 9      | Sanft                                | Moses Pelham            | 4:11  |
| 10     | Ich fühl’ dich                       |                         | 4:59  |
| 11     | Freisein                             |                         | 4:54  |
| 12     | Damals                               |                         | 3:57  |
| 13     | Folge dem Stern                      | Illmatic und Bruda Sven | 3:23  |
| 14     | Machsoweita                          |                         | 5:33  |
| 15 (*) | Freisein (Introducing Xavier Naidoo) | Xavier Naidoo           | 4:55  |

(*) Bonussong

## Chartplatzierungen und Singles
Die neue S-Klasse stieg am 7. April 1997 auf Platz 19 in die deutschen Albumcharts ein und erreichte drei Wochen später mit Rang 10 die Höchstposition. Insgesamt hielt sich der Tonträger mit einer Unterbrechung 44 Wochen in den Top 100. In Österreich und der Schweiz erreichte das Album jeweils Platz 19 und konnte sich 16 bzw. 14 Wochen in den Charts halten. In den deutschen Jahrescharts 1997 belegte der Tonträger Rang 30.
| ChartsChartplatzierungen | Höchstplatzierung | Wochen |
| ------------------------ | ----------------- | ------ |
| Deutschland (GfK)        | 10 (44 Wo.)       | 44     |
| Österreich (Ö3)          | 19 (16 Wo.)       | 16     |
| Schweiz (IFPI)           | 19 (14 Wo.)       | 14     |

| ChartsJahrescharts (1997) | Platzierung |
| ------------------------- | ----------- |
| Deutschland (GfK)         | 30          |

Besonders die erste Singleauskopplung Du liebst mich nicht war sehr erfolgreich und erreichte in Deutschland Platz 1 der Charts und wurde für mehr als 250.000 verkaufte Einheiten mit einer Goldenen Schallplatte ausgezeichnet. Als weitere Singles wurden die Lieder Glaubst du mir?, Nur mir, Freisein (Introducing Xavier Naidoo) und Folge dem Stern veröffentlicht.

## Auszeichnungen für Musikverkäufe
Für mehr als 250.000 verkaufte Exemplare erhielt Die neue S-Klasse noch im Erscheinungsjahr in Deutschland eine Goldene Schallplatte und ist somit das kommerziell erfolgreichste Album der Rapperin.
| Land/Region        | Auszeichnungen für Musikverkäufe (Land/Region, Auszeichnung, Verkäufe) | Verkäufe |
| ------------------ | ---------------------------------------------------------------------- | -------- |
| Deutschland (BVMI) | Gold                                                                   | 250.000  |
| Insgesamt          | 1× Gold ·                                                              | 250.000  |

## Rechtsstreit um Sampling
Das auf dem Album enthaltene Lied Nur mir führte zu einem Rechtsstreit zwischen der Band Kraftwerk und Sabrina Setlurs Musikproduzenten Moses Pelham, der bislang bereits zweimal den BGH beschäftigte. Dieses Lied ist mit einer Dauerschleife eines 2-sekündigen Samplings des Kraftwerk-Songs Metall auf Metall (LP Trans Europa Express; März 1977) unterlegt. Darin sahen zwei Musiker von Kraftwerk eine Urheberrechtsverletzung und klagten bei den Hamburger Gerichten erfolgreich auf Unterlassung. Nachdem der BGH das erste Urteil des OLG Hamburg im Jahr 2008 noch wegen einer fehlerhaften und unklaren Begründung aufgehoben und die Sache zurückverwiesen hatte (Urteil vom 20. November 2008 - I ZR 112/06, Entscheidungsstichwort "Metall auf Metall"), bestätigte das OLG seine Entscheidung. Bei der mündlichen Urteilsverkündung im gegen diese Entscheidung im Dezember 2012 stellte der BGH klar, dass grundsätzlich auch kleinste Teile eines Musikstücks urheberrechtlich geschützt sind und deshalb nur mit Zustimmung des Urhebers entnommen werden dürfen. Zwar sehe dem BGH zufolge das Urheberrecht eine Ausnahme von dieser Regel vor, um das kulturelle Schaffen zu fördern. Danach dürfe ein Musiker solche Tonsequenzen aus anderen Stücken entnehmen, wenn sie wegen ihrer besonderen Eigenart nicht einfach nachgespielt werden könnten (Urteil vom 13. Dezember 2012 - I ZR 182/11, Entscheidungsstichwort "Metall auf Metall II").
Umgekehrt bedeutet dies jedoch dem BGH zufolge, dass derjenige, der die Klänge für eigene Zwecke verwenden möchte, und „befähigt und befugt ist, diese selbst einzuspielen“, sie nicht im Wege des Samplings übernehmen darf. Tonfolgen, die erkennbar einem anderen Tonträger entstammen und eine Melodie bilden, dürfen ebenfalls nicht einfach übernommen werden. Es ging darum, dass Setlur 1997 eine 2 Sekunden dauernde zweitaktige Rhythmussequenz aus Kraftwerks Metall auf Metall entnommen und in fortlaufender Wiederholung ihrem Titel Nur mir unterlegt hatte. Der BGH war zu der Auffassung gelangt, dass es möglich gewesen wäre, die übernommene Rhythmussequenz selbst einzuspielen, so dass die Rechte von Kraftwerk verletzt worden seien. Das Recht zur freien Benutzung nach § 24 Abs. 1 UrhG stehe nur jemand zu, der eine Tonfolge selbst einspielt und ihm damit eine Reproduktion aus tatsächlichen Gründen möglich sei.
Gegen diese Entscheidung legte Pelham Verfassungsbeschwerde ein. Der BGH habe die Freiheit der Kunst unangemessen berücksichtigt. Das Bundesverfassungsgericht nahm die Verfassungsbeschwerde zur Entscheidung an und beschäftigte sich damit – laut dem Vorsitzenden des Ersten Senats, Ferdinand Kirchhof – zum ersten Mal in seiner Geschichte mit verfassungsrechtlichen Fragen des Urheberrechts. In seiner am 31. Mai 2016 verkündeten Entscheidung hob das BVerfG die Entscheidung des BGH auf. Dieser habe die Reichweite der Kunstfreiheit verkannt. Der Einsatz von Samples sei eines der stilprägenden Elemente des Hip-Hop. Zudem sei das Kriterium der "Nachspielbarkeit" untauglich.
Damit wird die Sache zunächst zum dritten Mal an den BGH gehen. Nach dem BVerfG ist auch ein Vorabentscheidungsverfahren an den EuGH zur Reichweite des Urheberrechts nicht ausgeschlossen. Am 30. April 2020 entschied der Bundesgerichtshof, dass Pelham die Sequenz nicht hätte nutzen dürfen, da diese „nicht verändert wurde, und [sie] auch ohne Weiteres wiedererkennbar war“.